# 무라카미 가나코
무라카미 가나코(일본어: 村上 佳菜子, 1994년 11월 7일~)는 일본의 피겨스케이팅 선수이다. 2014년 동계 올림픽에 참가하였고, 2013년 세계 선수권 대회에서 4위, 4대륙 선수권 대회에서 금메달 1개, 동메달 1개를 획득했다.

## 어린 시절
아이치현 나고야시 나카구 출신이다. 2009-10년 주니어 그랑프리에서 러시아의 폴리나 셸레펜과 미국의 크리스티나 가오를 누르고 우승을 차지했으며, 일본 선수권 대회에서 아사다 마오, 스즈키 아키코, 나카노 유카리, 안도 미키의 뒤를 이어 5위에 오를 정도로 실력을 인정받았다. 또한 네덜란드 헤이그에서 열린 2010년 세계 주니어 선수권 대회에서 미국의 애그니스 자와즈키와 러시아의 폴리나 아가포노바를 누르고 우승하는 등 일본에서 차세대 여자 싱글 피겨스케이팅 선수로 크게 각광받았다.

## 2010-11 시즌
여자싱글 첫 일본의 유망주로 떠오르며, 시니어 그랑프리 시리즈에 참가하였다. 1차 그랑프리 대회인 2010년 NHK 트로피에서 첫 3회전 토루프+3회전 토루프를 성공하며, 3위로 마감하였고 쇼트 프로그램을 통해 이탈리아의 카롤리나 코스트너와 미국의 레이철 플랫의 뒤를 이어 은메달을 획득했다. 그 뒤 그랑프리 4차 대회인 스케이트 아메리카에서는 자신의 프리 스케이팅 최고 기록을 세우며, 163.93점으로 금메달을 따냈다. 쇼트 프로그램에서 54.75점으로 부진을 하였지만, 프리스케이팅에서 만회를 하며, 플랫과 코스트너를 누르고 우승을 차지하였다.

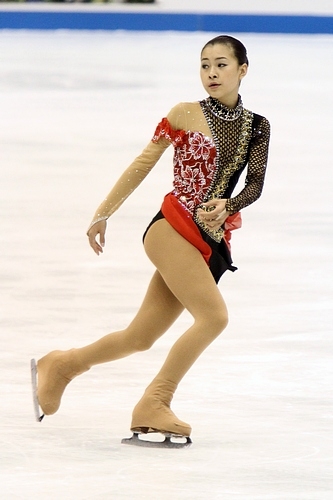
2010년 NHK 트로피 당시의 무라카미

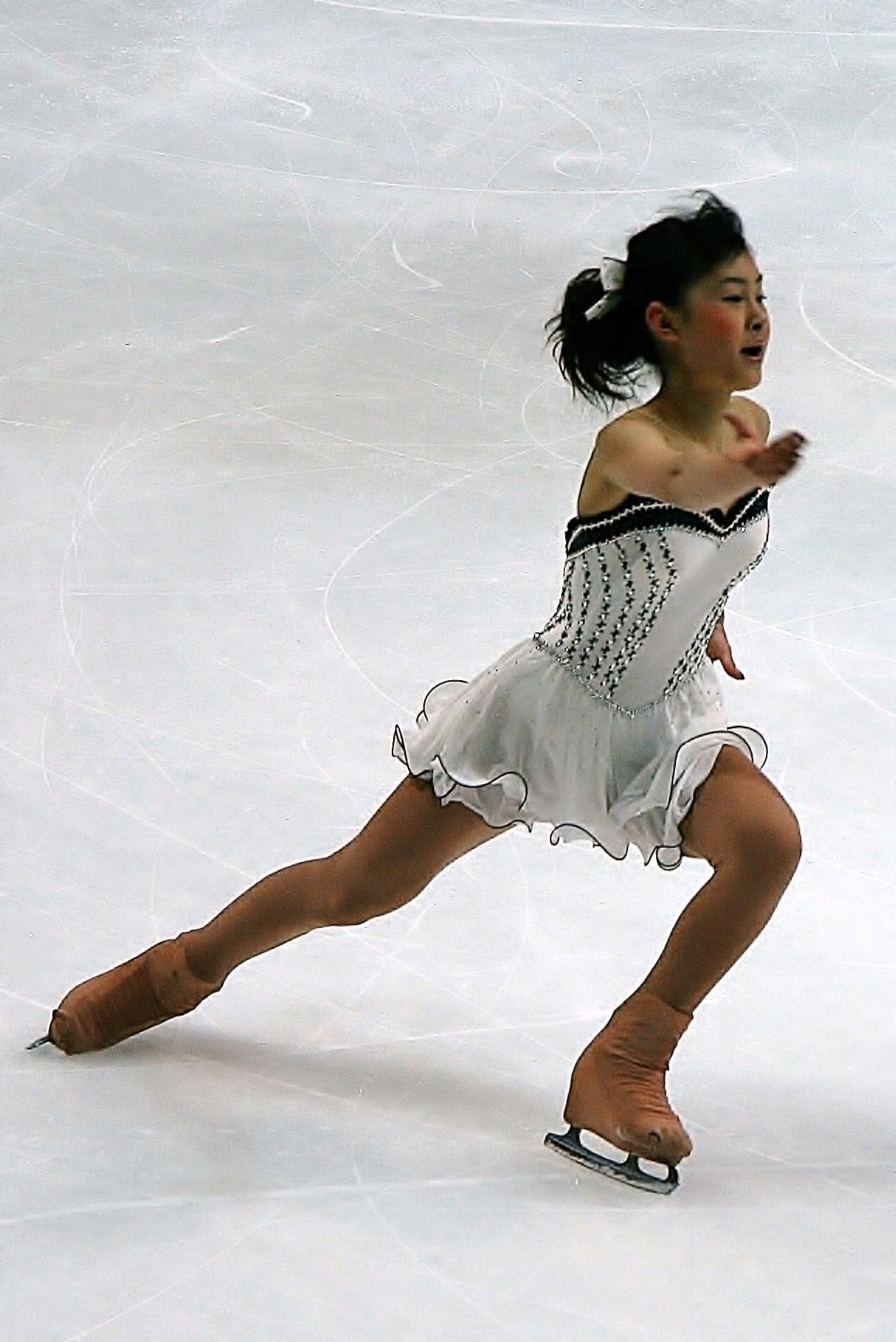
2011년 세계 선수권 대회 당시의 무라카미

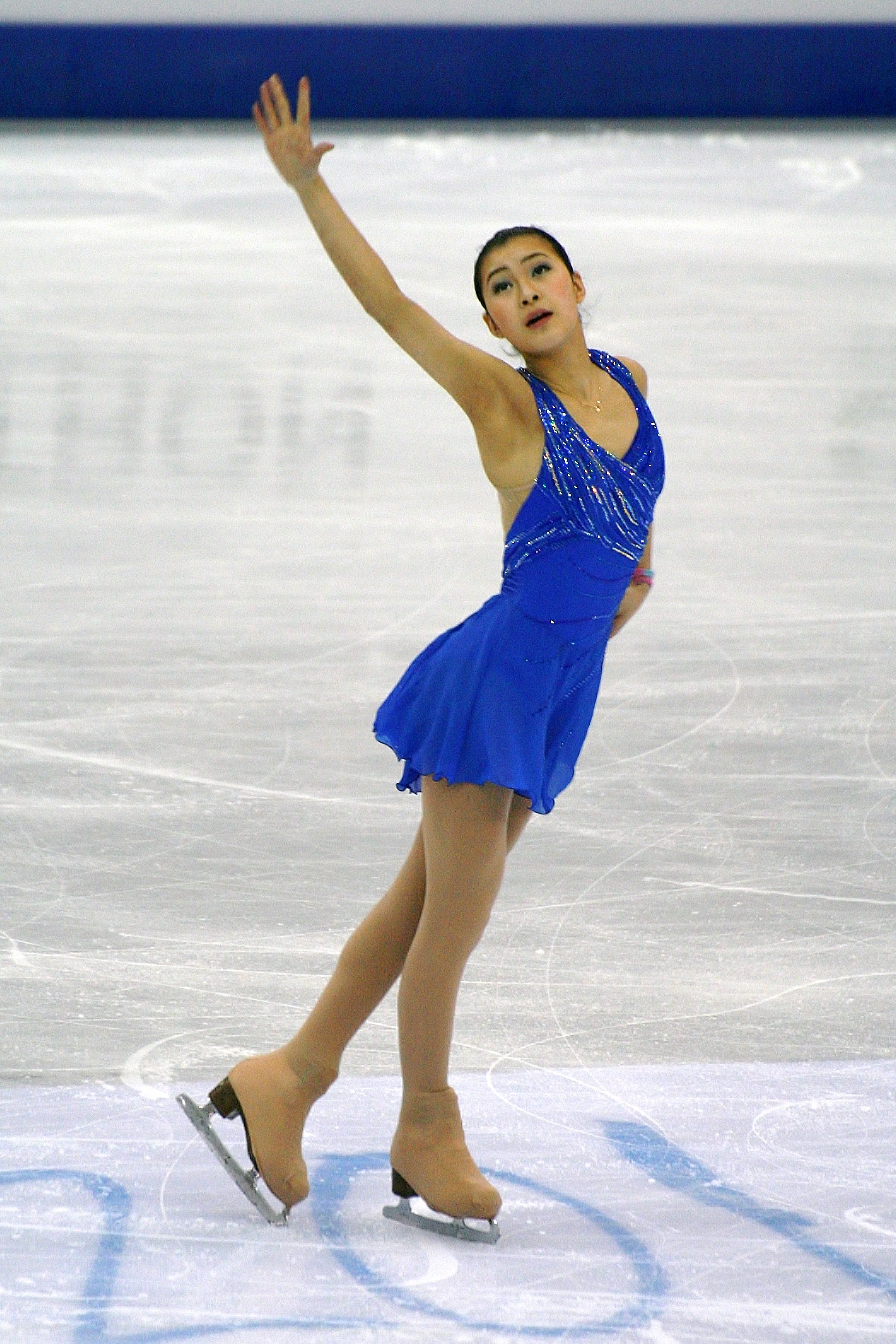
2012년 세계 선수권 대회 당시의 무라카미

## 2012-13 시즌
2013년 2월 일본 오사카에서 열린 2013년 4대륙 선수권 대회에서 대표팀 동료인 아사다와 스즈키의 뒤를 이어 동메달을 획득했다. 3월에는 캐나다 런던에서 열린 2013년 세계 선수권 대회에서는 쇼트 프로그램 기술 점수에서는 1위를 차지했지만 예술성에서 밀리며 66.64점으로 3위에 올랐다. 이후 프리 스케이팅에서도 만족할 만한 경기를 펼치며 대한민국의 김연아와 코스트너, 아사다의 뒤를 이어 종합 4위를 차지했다.

## 2013-14 시즌
2013-14 시즌 시작 무렵 언론을 통해 올림픽 후 은퇴를 하겠다고 밝히며 올림픽 출전 의지를 보였으나 이후 그랑프리 시리즈에서 두각을 드러내지 못했다. 그럼에도 2013년 12월 일본 선수권 대회에서 우승 후보 아사다와 출산 후 복귀한 안도를 누르고 스즈키의 뒤를 이어 2위에 오르며 러시아 소치에서 열릴 2014년 동계 올림픽 국가대표로 발탁되었다. 2014년 1월 올림픽 직전 기량을 점검하기 위해 중화민국 타이베이에서 열린 2014년 4대륙 선수권 대회에 출전해 196.91점이라는 높은 점수로 미야하라 사토코와 리쯔쥔을 누르고 우승을 차지했다. 그러나 소치 올림픽에서는 12위에 그쳤고, 올림픽 직후에 일본 사이타마에서 열린 세계 선수권 대회에서도 대한민국의 박소연에 이어 10위에 머물며 은퇴를 다시 고려하기로 했다. 이후 2014년 3월 30일 인터뷰를 통해 "기록이 좋았다면 끝내려고 했다. 그러나 내가 노력했는지가 의문"이라는 말과 동시에 선수 생활의 종착을 늘렸다. 그럼에도 "평창 올림픽은 미정"이라고 밝혔다.